# Biblioteka Publiczna w Piasecznie
Biblioteka Publiczna w Piasecznie – publiczna biblioteka w Piasecznie (woj. mazowieckie). Na mocy porozumienia Miasta i Gminy Piaseczno a Powiatem Piaseczyńskim pełni równocześnie funkcję biblioteki powiatowej.

## Historia

### Początki bibliotek w Piasecznie (1899-1939)
Podwaliny bibliotekarstwa publicznego w Piasecznie sięgają przełomu XIX i XX wieku. Pierwsza biblioteka została założona 10 czerwca 1899 roku przy Urzędzie Gminy w Piasecznie. Dokumenty zgromadzone w Archiwum Państwowym w Warszawie, Oddział w Grodzisku Mazowieckim (Akta miasta Piaseczna z 1903 r.), zawierają sprawozdanie z działalności biblioteki w roku 1902, kiedy liczyła 342 książki w języku polskim i rosyjskim. Biblioteka obsługiwała 180 czytelników, z czego 150 pochodziło z Piaseczna.
Od 1905 roku funkcjonowała również biblioteka parafialna, której księgozbiór w grudniu 1925 roku obejmował 327 tomów. Była dostępna dla wszystkich parafian, jednak jej popularność była ograniczona – w 1929 roku skorzystało z niej zaledwie osiem osób, wypożyczając łącznie 54 książki.
Na początku lat 20. XX wieku (1922) powstała placówka pod nazwą Nasza Czytelnia, utworzona przez stowarzyszenie czytelni publicznej. Biblioteka działała przez cztery dni w tygodniu, łącznie przez 10 godzin, a do końca 1929 roku zgromadziła 1347 książek. Choć była to wypożyczalnia płatna, w pierwszym roku funkcjonowania skorzystało z niej 61 czytelników, wypożyczając 3600 książek. Dokładna data jej zamknięcia pozostaje nieznana
Ostatnia biblioteka utworzona przed wybuchem II wojny światowej była bezpłatną wypożyczalnią przy ulicy Rejtana. Jej założycielami byli lokalni społecznicy: Janina Markowska, Władysław Hulanicki (emerytowany agronom), Niedzielska (właścicielka sklepu z materiałami piśmiennymi), Zofia Wieczorkiewicz (właścicielka sklepu), Mieczysław Markowski (aptekarz i były burmistrz), Jadwiga Szymanowska (właścicielka sklepu), Emilia Bohowiczowa, ksiądz Tadeusz Kaulbersz oraz jedna nieznana z imienia kobieta. Biblioteka funkcjonowała do wybuchu wojny, a jedynym zachowanym śladem jej działalności jest zdjęcie jej założycieli

### Okres powojenny (1947-1963) – pierwsza siedziba przy ul. Kościuszki 11
W grudniu 1947 roku, na mocy uchwały Rady Miejskiej, powołano Miejską Bibliotekę Publiczną w Piasecznie. Jej pierwsza siedziba mieściła się w niewielkim budynku przy ul. Kościuszki 11 (dziś już nieistniejącym) i obejmowała dwa pomieszczenia o łącznej powierzchni 25 m². 
W 1952 roku, wraz z nadaniem Piasecznu statusu siedziby władz powiatowych, utworzono bibliotekę powiatową, którą dwa lata później połączono z miejską. Decyzja ta znacząco pogorszyła warunki pracy placówki – liczba woluminów przekroczyła 10 000, a zatrudnionych było zaledwie siedem osób. Połączenie obu jednostek doprowadziło do powstania Powiatowej i Miejskiej Biblioteki Publicznej w Piasecznie, sprawującej opiekę nad 12 placówkami na terenie powiatu. W ciągu pięciu lat liczba filii niemal podwoiła się, osiągając 23.
Pod koniec lat 50. biblioteka zmagała się z licznymi trudnościami – częstymi zmianami kadry kierowniczej, niedostateczną przestrzenią oraz szybko rosnącym księgozbiorem. W 1958 roku inspektor z Wojewódzkiej Biblioteki Publicznej w Warszawie zarządził wstrzymanie eksploatacji budynku ze względu na niezgodne z przepisami BHP warunki pracy. W odpowiedzi na ten problem Rada Miasta zatwierdziła projekt przeniesienia instytucji na ul. Kościuszki 49. W kolejnym roku udało się także przenieść część administracyjną na ul. Świętojańską 12, pozostawiając w dotychczasowej lokalizacji jedynie wypożyczalnię, która obsługiwała księgozbiór liczący ponad 18 000 woluminów i działała w godzinach 13:00–18:00. 
W 1959 roku kierownictwo nad biblioteką objęła Barbara Młodawska (z d. Podolska), sprawując tę funkcję do 1997 roku.
W latach 1959–1963 trwała budowa nowej siedziby biblioteki w wybranej wcześniej lokalizacji. Nowy budynek miał pełnić funkcję nie tylko biblioteki, ale również ośrodka kultury. W 1960 roku doszło do katastrofy budowlanej, która wstrzymała prace na kilkanaście miesięcy. Według relacji mieszkańców podczas wypadku zginęło dwóch robotników, jednak władze miasta i służby nigdy nie opublikowały oficjalnego komunikatu w tej sprawie. Po zakończeniu śledztwa w maju 1961 roku prace budowlane zostały wznowione.
W grudniu 1962 roku w dotychczasowej siedzibie biblioteki wybuchł pożar, który strawił katalog centralny, część wyposażenia, księgozbiór oraz akta biurowe. W 1963 roku placówka przeniosła się do nowego budynku, w którym wydzielono osobne księgozbiory dla dzieci oraz dorosłych.
Od początku zamierzeniem bibliotekarzy i urzędników było tworzenie sieci bibliotek na terenie miasta i w jego najbliższej okolicy. Najwcześniej, bo w roku 1948 powstała filia w Zalesiu Dolnym i w 1949 filia w Jazgarzewie (obie jako niezależne wtedy instytucje). W latach 50. XX w. dołączyły do nich filie w Głoskowie (1953), Złotokłosie (1955), Zalesiu Górnym (1955), Chylicach (1956 – zlikwidowana w 1996 roku) i Żabieńcu (1960 – zlikwidowana w 1982 roku). Początkowo część tych placówek stanowiły odrębną instytucję lub były bibliotekami gromadzkimi, a z biegiem czasu były przyłączane do gminnej biblioteki w Piasecznie.

#### Filia w Zalesiu Dolnym
Biblioteka w Zalesiu Dolnym (niebędącym wtedy jeszcze dzielnicą Piaseczna) powstała w 1948 roku dzięki staraniom Ewy Krauze, lokalnej społeczniczki. Jej początkowy księgozbiór pochodził wyłącznie z darów mieszkańców Zalesia i mieścił się przy al. Kasztanów. W 1954 roku zbiór liczył 1020 woluminów, a rok później, dzięki zaangażowaniu społeczników, biblioteka stała się filią Powiatowej i Miejskiej Biblioteki Publicznej w Piasecznie, zmieniając siedzibę na ul. Anny Jagiellonki 7. Z roku na rok zarówno zbiory, jak i liczba czytelników powiększały się (1955 – 1255 vol., 1961 – 2567 vol., 1964 – 3148 vol., 1967 – 4524 vol., 1970 – 5579 vol.) – zaś warunki lokalowe były coraz gorsze. W kolejnych latach liczba książek systematycznie rosła (1955 – 1255, 1961 – 2567, 1964 – 3148, 1967 – 4524, 1970 – 5579), jednak warunki lokalowe stale się pogarszały. W 1976 roku, decyzją Naczelnika Urzędu Gminy, księgozbiór został przeniesiony do piwnic Biblioteki Miejskiej, ponieważ właściciel nieruchomości chciał się pozbyć najemcy. Po rocznej walce, wspieranej przez mieszkańców (zarejestrowani czytelnicy w bibliotece stanowili 21% społeczności lokalnej), biblioteka otrzymała nowe lokum przy ul. Dębowej 5.
W 1986 roku biblioteka podzieliła się na dwa oddziały: dla dorosłych i dla dzieci. W latach 1970–1990 filią zarządzała Danuta Orłowska (1928–1999), poetka i pisarka, której inicjatywy obejmowały organizację klubów dyskusyjnych, wystaw oraz spotkań autorskich. Po jej przejściu na emeryturę kierownictwo przejęła córka, Izabela Orłowska-Szeremietiew, sprawując tę funkcję do 2008 roku.
Pod koniec 2000 roku biblioteka przeniosła się do budynku przy ul. Jałowcowej 7, wyposażonego w kanalizację i centralne ogrzewanie. Księgozbiór do tego czasu urósł do 16 677 woluminów.
Niedługo później władze powiatu sprzedały nieruchomość, a biblioteka ponownie stanęła przed widmem likwidacji. Dzięki staraniom kierowniczki udało się porozumieć ze Szkołą Podstawową nr 2, która przyjęła placówkę pod swoje skrzydła. Szkoła nosi imię Ewy Krauze, czyli założycielki biblioteki, co symbolicznie zamknęło historię jej powrotu na ulicę, na której rozpoczęła działalność – przy al. Kasztanów 12. W 2001 roku filia otrzymała imię Danuty Orłowskiej, długoletniej kierowniczki, a od 2008 roku jej działalnością zarządza Grażyna Baniewicz-Orłowska, synowa Danuty. Po rozbudowie szkoły w 2017 roku księgozbiór został przeniesiony do nowoczesnych pomieszczeń w nowym skrzydle.

#### Filia w Jazgarzewie
Biblioteka została założona w 1949 roku jako Gromadzka Biblioteka Publiczna w Gołkowie przy ul. Głównej 3. Po trzech latach przeszła pod nadzór biblioteki powiatowej w Piasecznie, a następnie stała się jej pełnoprawną filią. W 1958 roku przeniesiono ją do Jazgarzewa, do budynku Gromadzkiej Rady Narodowej, w którym działała do 1969 roku. Następnie wróciła do Gołkowa, zajmując lokal przy ul. Łąkowej 4. W 1964 roku utworzono pięć punktów bibliotecznych w pobliskich miejscowościach: w Pęcherach, Grochowej, Bogatkach, Łbiskach i Bobrowcu.  
Po zmianie siedziby biblioteka zmagała się z trudnymi warunkami – lokal był za mały i nieogrzewany. Na początku lat 90. XX wieku przeniesiono ją do budynku  Ochotniczej Straży Pożarnej przy ul. Głównej w Jazgarzewie. Nowa lokalizacja umożliwiła organizację wystaw malarstwa oraz pokazów filmowych, które cieszyły się dużą popularnością. Obecnie biblioteka jest po gruntownym remoncie, wyposażona w nowe regały i sprzęt multimedialny, a jej księgozbiór liczy ponad 10 000 woluminów.

#### Filia w Głoskowie
Biblioteka w Głoskowie powstała w 1953 roku i początkowo mieściła się przy ul. Kolejowej. W kolejnych dekadach wielokrotnie zmieniała siedzibę, funkcjonując zarówno w domach prywatnych należących do jej kierowniczek (ul. Parkowa, ul. Ogrodowa, ul. Topolowa, ul. Millenium), jak i placówkach oświatowych (szkoła podstawowa, przedszkole) oraz budynkach samorządowych (Gminna Spółdzielnia). Od 2009 roku znajduje się w Głoskowie-Letnisku, przy ul. Ogrodowej 9A (wcześniej ul. Parkowa 8), a jej księgozbiór obejmuje ponad 11 000 woluminów

#### Filia w Złotokłosie
Historia biblioteki w Złotokłosie sięga 1951 roku, kiedy Jan Piwowarczyk, skarbnik miejscowej OSP, wraz z żoną Zofią rozpoczął wypożyczanie książek ze swojej prywatnej kolekcji. Z czasem, widząc rosnące zainteresowanie, zorganizował punkt biblioteczny w porozumieniu z Powiatową Biblioteką w Grójcu. Początkowo znajdował się on w mieszkaniu komendanta OSP Jana Kowalewskiego, a następnie na werandzie państwa Wierzbickich. Kolejna przeprowadzka, wymuszona przez zimowe warunki, zapewniła lokal o powierzchni 20 m² dzięki uprzejmości pana Broszkowskiego.
W 1955 roku punkt biblioteczny został przekształcony w Bibliotekę Gromadzką Rady Narodowej, zarządzaną przez Zofię Piwowarczyk. Przez lata jej działalności utworzono również punkty biblioteczne w Szczakach, Runowie, Henrykowie oraz Wólce Prackiej.
W latach 1967-1977 biblioteką w Złotokłosie kierowała Maryla Strzelecka. Była inicjatorką założenia kroniki bibliotecznej oraz współpracy z lokalnymi organizacjami i instytucjami (szkołą, drużyną harcerską, Związkiem Młodzieży Wiejskiej), prowadziła lekcje biblioteczne, poranki bajek w szkołach, kiermasze i loterie. W 1969 roku placówka przeniosła się do dwóch pomieszczeń przy ul. Dworcowej 11. 
Od 1977 do 1981 roku biblioteka była zamknięta z powodu braku lokalu. W 1981 roku wznowiła działalność w poczekalni stacji PKP Złotokłos, a w późniejszych latach jej księgozbiór tymczasowo przeniesiono na ul. Poznańską 1 do prywatnego mieszkania kierowniczki biblioteki Elżbiety Wojdak. Od października 1990 roku biblioteka znowu funkcjonuje w budynku Ochotniczej Straży Pożarnej w Złotokłosie (ul. 3-go Maja 30).

#### Filia w Zalesiu Górnym
Pierwsza wypożyczalnia w Zalesiu Górnym powstała w okresie okupacji podczas II wojny światowej z inicjatywy Zarządu Budowy Kościoła. Mieściła się w budynku „Zalesianka”, jednym z najstarszych obiektów w miejscowości. Po zakończeniu wojny obiekt ten został przeznaczony na szkołę podstawową, a z inicjatywy jej kierowniczki, Kamili Gruszczyńskiej, utworzono przy niej punkt biblioteczny. Początkowy księgozbiór obejmował 278 woluminów, udostępnionych przez biblioteki w Jazgarzewie i Piasecznie, a mieszkańcy przekazali dodatkowe 108 książek.
Początkowo prowadzenie biblioteki przejął Ludwik Rybak, kolejny dyrektor szkoły, jednak ze względu na nadmiar obowiązków zmuszony był zrezygnować. W 1955 roku placówka została przekazana pod zarząd nowo powstałej Gromadzkiej Rady Narodowej i przeniesiona do jej siedziby, uzyskując status Gromadzkiej Biblioteki Publicznej w Zalesiu Górnym. Jak wiele filii w tamtym okresie, borykała się z problemem niedostosowanego lokalu – przez długi czas księgozbiór znajdował się w łazience, bez szaf, biurek czy zabezpieczeń.
W latach 60. biblioteka ponownie wróciła do budynku „Zalesianka”, jednak po kilku latach musiała ponownie zmienić lokalizację. W 1973 roku, dzięki staraniom ówczesnej kierowniczki Barbary Markowskiej, która pełniła również funkcję radnej Gromadzkiej Rady Narodowej, placówka otrzymała własny budynek przy ul. Wiekowej Sosny 4. Obiekt o powierzchni 72 m² znacznie poprawił warunki działalności biblioteki oraz umożliwił rozwój oferty edukacyjno-kulturalnej. W 1977 roku placówka uzyskała status biblioteki gminnej, obejmując opieką pięć filii: w Jazgarzewie, Chylicach, Głoskowie, Złotokłosie i Żabieńcu.
W 1983 roku utworzono Oddział dla dzieci, którego kierownictwo objęła Elżbieta Pietrzykowska, późniejsza dyrektorka biblioteki w Piasecznie. Dzięki jej zaangażowaniu placówka stała się ważnym ośrodkiem życia kulturalnego w Zalesiu Górnym, organizując poranki filmowe, spotkania autorskie oraz wystawy.
Od 2016 roku biblioteka działa w budynku przy ul. Białej Brzozy 3, który wcześniej służył jako gimnazjum. Nowa lokalizacja, położona w centrum miasta, została wyremontowana i wyposażona w nowoczesne pomieszczenia, regały oraz sprzęt multimedialny

### Lata 1963-2019 - druga siedziba przy ul. Kościuszki 49
Po przeniesieniu biblioteki do nowego budynku przy ul. Kościuszki 49, placówka zyskała przestrzeń dostosowaną do swoich potrzeb. Pierwsze piętro przeznaczono na czytelnię, a w budynku znalazły się także Biblioteka Pedagogiczna oraz Poradnia Wychowawczo-Zawodowa dla Dzieci i Młodzieży. Choć obiekt zaplanowano dla 25-tysięcznego miasta, w momencie jego otwarcia Piaseczno liczyło niewiele ponad 12 tysięcy mieszkańców. Z powodów ekonomicznych część pomieszczeń na piętrze udostępniono innym użytkownikom.
Lata 70. przyniosły istotne zmiany, które wpłynęły na działalność biblioteki. W 1974 roku została połączona z Domem Kultury, który przejął pierwsze piętro budynku. Rok później, w wyniku reformy administracyjnej i likwidacji powiatów, biblioteka powiatowa przestała pełnić swoją dotychczasową funkcję, stając się biblioteką miejską. Połączenie z Ośrodkiem Kultury trwało do 1981 roku, kiedy placówki ponownie rozdzielono, a biblioteka przyjęła nazwę Biblioteki Publicznej Miasta i Gminy Piaseczno. Zajmowała wówczas 360 m² powierzchni na pierwszym piętrze, gdzie funkcjonowały wypożyczalnia dla dorosłych, czytelnia oraz oddział dla dzieci i młodzieży. Jej działalność wspierały filie biblioteczne.
Na początku lat 70. księgozbiór biblioteki (wraz z filiami) wynosił 35 363 woluminy. Placówka organizowała spotkania autorskie, coroczne imprezy Dni Oświaty, Książki i Prasy, kiermasze, wystawy malarstwa oraz pokazy Polskiej Kroniki Filmowej. Brała również aktywny udział w obchodach państwowych rocznic i uroczystości. 
Przełom lat 80. i 90. przyniósł kolejne zmiany, zarówno polityczne, jak i organizacyjne. W tym okresie część punktów bibliotecznych i filii została zlikwidowana, jednocześnie powstawały nowe placówki. W drugiej połowie lat 90. wprowadzono przepisy umożliwiające ponowne łączenie bibliotek z ośrodkami kultury, co objęło także Piaseczno – w 1998 roku placówka została ponownie włączona do Ośrodka Kultury. Dopiero od 2011 roku biblioteka zaczęła funkcjonować jako niezależna jednostka.
Na początku XXI wieku oferta biblioteki poszerzyła się o „książkę mówioną” – nagrania literatury na kasety magnetofonowe, będące pierwowzorem dzisiejszych audiobooków. W 2007 roku jej księgozbiór obejmował 160 000 woluminów, a liczba czytelników wynosiła 11 000 (prawie 20% mieszkańców gminy). W tym czasie powstały dwa kluby: Klub Poszukiwaczy Słowa (2005) działający w siedzibie przy ul. Kościuszki oraz Klub Miłośników Filmu i Teatru, który funkcjonował w filii w Zalesiu Górnym. 
W kolejnych latach biblioteka rozpoczęła proces cyfryzacji swoich zasobów, początkowo katalogując zbiory w systemie Mateusz, a później wdrażając system MAK+, który pozostaje w użyciu do dziś. Okres kierowania biblioteką przez Łukasza Krzysztofa Załęskiego (2015–2025) był czasem dynamicznego rozwoju – systematycznie pozyskiwano środki na rozbudowę, remonty, modernizację oraz zakup nowych książek i multimediów. Biblioteka zdobywała liczne nagrody branżowe, m.in. I miejsce wśród bibliotek mazowieckich w latach 2020 i 2021 w Rankingu Bibliotek organizowanym przez redakcję dziennika Rzeczpospolita i Instytut Książki. Ponadto wydłużono czas dostępności usług bibliotecznych – filie zaczęły pracować 34 godziny tygodniowo, a placówki przy ul. Kościuszki i Szkolnej 38 godzin tygodniowo.
Pod koniec 2020 roku biblioteka przy ul. Kościuszki przestała pełnić funkcję głównej siedziby – po otwarciu nowoczesnego Centrum Edukacyjno-Multimedialnego (CEM) przy ul. Jana Pawła II 55, jej status został zmieniony na filię. Część księgozbioru i kadry przeniesiono do CEM, a sama filia przeszła gruntowny remont, otrzymując nowe wyposażenie oraz książkomat. W 2021 roku powstał Młodzieżowy Dyskusyjny Klub Książki, a Klub Poszukiwaczy Słowa w 2025 roku został przeniesiony do LABu Regionalnego w CEM
W tym okresie powstały kolejne filie: Osiedle (1970 – obecnie filia przy ul. Szkolnej 18), w Gołkowie (1980 – zlikwidowana w 1990 roku), Bogatki (1982 – przejęła księgozbiór filii w Żabieńcu), w Grochowej (1986 – zlikwidowana w 1989 roku), Chojnowie (1989 – przejęła księgozbiór filii z Grochowej) oraz Józefosławiu (2014).

#### Filia Osiedle (obecnie Filia przy Szkolnej 18)
Pierwsza filia biblioteczna w Piasecznie, powstała jako uzupełnienie Biblioteki Głównej przy ul. Kościuszki, odpowiadając na rosnące potrzeby mieszkańców i rozwój administracyjny miasta. W 1970 roku dyrekcja biblioteki uzyskała lokal po dawnym warsztacie stolarskim w podziemiach jednego z budynków Spółdzielni Mieszkaniowej „Jedność” przy ul. Szkolnej 8. Głównymi odbiorcami były młode rodziny z dziećmi, nowi mieszkańcy Piaseczna. Po kilkunastu miesiącach, ze względu na częste zalania, filia została zamknięta, a jej księgozbiór zabezpieczony. 
Przez kolejne 20 lat biblioteka działała w innym budynku Spółdzielni „Jedność” przy ul. Szkolnej 16, obsługując 1400 czytelników i dysponując księgozbiorem liczącym 12 000 woluminów. Po wymówieniu lokalu w 1991 roku, na dwa lata przeniosła się do Szkoły Podstawowej nr 6 przy ul. Sikorskiego 20, a następnie powróciła na ul. Szkolną, tym razem pod numer 9. W 1997 roku wyodrębniono księgozbiór dla dzieci, który zajął osobne pomieszczenie. Choć przestrzeń była ograniczona, filia organizowała liczne wydarzenia: zabawy andrzejkowe, spotkania autorskie, lekcje biblioteczne oraz konkursy plastyczne związane z literaturą.
W 2020 roku placówka zmieniła nazwę na „Piaseczno-Centrum”, a jej księgozbiór został zreorganizowany – część zbiorów przeniesiono do nowej Biblioteki Głównej w Centrum Edukacyjno-Multimedialnym przy ul. Jana Pawła II, a filia przy Szkolnej otrzymała księgozbiór z Chojnowa i Chylic. W 2022 roku biblioteka została przeniesiona na ul. Szkolną 18, stając się jedną z największych filii pod względem liczby czytelników i dostępnych książek

#### Filia w Bogatkach
Jedna z nielicznych filii, która od momentu powstania zachowała swoją pierwotną lokalizację. Powstała w 1982 roku, przejmując księgozbiór zlikwidowanej filii w Żabieńcu (4280 woluminów). Początkowo miała charakter wiejsko-rolniczy – organizowano konkursy i wykłady o tematyce rolniczej, a literatura związana z tym zagadnieniem zajmowała znaczną część księgozbioru.
Filia działa w Domu Ludowym przy ul. Królewskiej 91, gdzie z biegiem lat przejmowała kolejne pomieszczenia, przechodząc liczne remonty. W XXI wieku jej profil uległ zmianie – księgozbiór stał się bardziej uniwersalny, obejmując literaturę popularną dla dorosłych oraz bogatą ofertę dla dzieci i młodzieży

#### Filia w Józefosławiu
Najmłodsza filia Biblioteki Publicznej w Piasecznie, otwarta jesienią 2014 roku. Obsługuje mieszkańców Józefosławia i Julianowa. Księgozbiór w 80% składał się z nowo zakupionych książek, a pozostałe tytuły zostały przekazane w darach przez czytelników. Pierwotnie placówka mieściła się przy ul. Uroczej 14, a od 2018 roku jej siedziba znajduje się w budynku przy ul. Julianowskiej 67A na I piętrze.
Dzięki dogodnej lokalizacji w centrum miejscowości biblioteka organizuje liczne wydarzenia kulturalne: spotkania autorskie, koncerty, warsztaty dla dzieci, kursy komputerowe oraz spotkania z doradcą zawodowym dla młodzieży. Księgozbiór liczy ok. 20 000 woluminów.
Niestety w niedzielę 10 sierpnia 2025 roku około godziny 10:00 doszło do zwarcia elektrycznego co doprowadziło do pożaru w budynku filii w Józefosławiu pożar został szybko ugaszony lecz górne piętro ucierpiało i będzie wymagało remontu. Biblioteka będzie zamknięta do odwołania.  

### Lata 2019- obecnie: trzecia siedziba przy ul. Jana Pawła II 55
Centrum Edukacyjno-Multimedialne w Piasecznie zostało wybudowane w latach 2017–2019. W nowym obiekcie znalazło się kilka instytucji podległych samorządowi gminnemu, w tym Zespół Szkolno-Przedszkolny (Szkoła Podstawowa nr 4 i Przedszkole nr 5), Biblioteka Główna oraz część Ośrodka Kultury. Dzięki nowej lokalizacji biblioteka zyskała przestrzeń nie tylko na cele czytelnicze i magazynowe, ale także na organizację spotkań, koncertów oraz wystaw.
Placówka zajmuje trzy kondygnacje budynku: na parterze mieści się sekretariat i sala widowiskowa, na pierwszym piętrze znajdują się pomieszczenia administracyjne, Lab Regionalny, Multicentrum oraz Oddział dla dzieci (23 000 woluminów), a na drugim piętrze funkcjonuje Oddział dla dorosłych wraz z czytelnią (65 000 woluminów). Lab Regionalny i oddział dla dorosłych wyposażono w kabiny do cichej pracy, a przed budynkiem umieszczono wrzutnię do zwrotu książek.
W 2020 roku biblioteka ponownie zmieniła nazwę na Biblioteka Publiczna w Piasecznie, co było związane z połączeniem jej z biblioteką powiatową. Przejęto księgozbiór, personel oraz ponownie powierzono jej zadania biblioteki powiatowej. Obecnie instytucja sprawuje nadzór merytoryczny nad bibliotekami gminnymi na terenie powiatu piaseczyńskiego – w Górze Kalwarii, Tarczynie, Lesznowoli, Konstancinie-Jeziornie i Prażmowie.

#### Multicentrum
Multicentrum, utworzone w 2019 roku, to przestrzeń edukacyjna łącząca naukę z interaktywną zabawą. Oferuje gry, warsztaty oraz zajęcia edukacyjne z zakresu matematyki, chemii, fizyki i nauk przyrodniczych. Uczestnicy mogą brać udział w zajęciach z programowania – zarówno offline, jak i online – oraz pracować z robotami edukacyjnymi. W ofercie znajdują się także warsztaty związane z edycją dźwięku i grafiki, jak również zajęcia poświęcone technologii AR i VR.
Multicentrum dysponuje konsolami do gier, wypożyczalnią planszówek oraz innymi multimedialnymi atrakcjami, które umożliwiają edukację poprzez rozrywkę.

#### SOWA (Strefa Odkrywania Wyobraźni i Aktywności)
Placówka powstała w 2022 roku we współpracy z Centrum Nauki Kopernik została sfinansowana przez Ministerstwo Edukacji i Nauki. Jest trzecią tego typu instytucją w Polsce. Jej celem jest popularyzacja nauki i rozwój kreatywności poprzez eksperymenty oraz praktyczne doświadczenia.
W przestrzeni wystawowej znajduje się 15 interaktywnych eksponatów, umożliwiających samodzielne odkrywanie zasad fizyki, techniki, geografii, matematyki i anatomii. SOWA organizuje również warsztaty, konkursy i inne wydarzenia edukacyjne. Jest dostępna zarówno dla grup zorganizowanych, jak i użytkowników indywidualnych.

#### Lab Regionalny
Lab Regionalny, najmłodszy oddział specjalistyczny biblioteki, został utworzony w 2024 roku w wyniku połączenia Biblioteki Miejskiej z Powiatową. Przejął księgozbiór dotyczący powiatu piaseczyńskiego, zgromadzony wcześniej przez bibliotekę powiatową, i jest sukcesywnie rozbudowywany. W zbiorach znajdują się książki naukowe i popularnonaukowe dotyczące historii, przyrody, turystyki i kultury regionu, a także literatura piękna autorstwa pisarzy związanych z Piasecznem, m.in. Marię Ziółkowską, Krzysztofa Beśkę. Dodatkowo gromadzi albumy poświęcone sztuce ilustratorów (Józef Wilkoń) oraz rzeźbiarzy związanych z regionem(Adam Myjak). Lab Regionalny jest także miejscem spotkań członków Klubu Poszukiwaczy Słowa – grupy literatów piaseczyńskich działających pod patronatem biblioteki od 20 lat. Odbywają się też tam odczyty, warsztaty oraz spotkania poświęcone tematyce regionalnej.

### Zmiany organizacyjne oraz zmiany nazwy instytucji w latach jej działania
Od swojego utworzenia losy nazwy i losy organizacyjne biblioteki były burzliwe. Była ona wielokrotnie łączona i rozłączana z Ośrodkiem Kultury, zmieniając przy tym po wielokroć nazwę.
- 1947-1954 – Miejska Biblioteka Publiczna w Piasecznie
- 1954-1974 – Powiatowa i Miejska Biblioteka Publiczna w Piasecznie (w tym czasie Piaseczno uzyskało status powiatu, a biblioteka pełniła nadzór nad 23 placówkami)
- 1974 – Powiatowy Ośrodek Kultury (po połączeniu administracyjnym dwóch jednostek powiatowych - biblioteki z Domem Kultury)
- 1975-1981 – Ośrodek Kultury (po reorganizacji administracji państwowej instytucja traci miano powiatowej i funkcjonuje pod nazwą Miejska Biblioteka Publiczna)
- 1981-1998 – Biblioteka Publiczna Miasta i Gminy Piaseczno (rozdzielenie administracyjne Ośrodka Kultury i Biblioteki)
- 1998-2011 – Miejsko-Gminny Ośrodek Kultury (ponowne połączenie z Ośrodkiem Kultury)
- 2011-2020 – Biblioteka Publiczna Miasta i Gminy Piaseczno (ponowne oddzielenie od Ośrodka Kultury)
- 2020-         – Biblioteka Publiczna w Piasecznie (połączenie z Powiatową Biblioteką w Piasecznie)

### Dyrektorzy
- 1947-1956 – Irena Dobrowolska
- 1956 – Urszula Balińska
- 1956-1957 – Leokadia Cynalska
- 1957-1959 – Maria Ziółkowska (z d. Niemirow)
- 1959-1997 – Barbara Młodawska (z d. Podolska)
- 1998-1999 – Anna Mokrzycka (zastępca dyrektora MGOK ds. bibliotek)
- 1999-2000 – Elżbieta Pietrzykowska
- 2000-2009 – Anna Mokrzycka
- 2009-2014 – Marzena Styczeń
- 2014-2015 – Magdalena Gawrych
- 2015-2025 – Łukasz Krzysztof Załęski[25]
- 2025-  p. o. Sylwia Chojnacka-Tuzimek

## Obecna struktura organizacyjna[26]
1. Biblioteka Główna
  - Biblioteka Główna – Lab Regionalny
  - Biblioteka Główna – Dzieci i młodzież
  - Biblioteka Główna – Dorośli
  - Biblioteka Główna – SOWA
  - Biblioteka Główna – Multicentrum
2. Filia Piaseczno przy Kościuszki 49
3. Filia Piaseczno przy Szkolnej 18
4. Filia Piasecznie-Zalesiu Dolnym
5. Filia Piaseczno Gołków-Letnisko
6. Filia w Bogatkach
7. Filia Głosków-Letnisko
8. Filia w Józefosławiu
9. Filia w Zalesiu Górnym
10. Filia w Złotokłosie
11. Punkt biblioteczny w Gołkowie
12. Punkt biblioteczny Piaseczno-Julianów
13. Punkt biblioteczny w Jazgarzewie

## Nagrody za działalność
- Z kartek szelestem 2005 (konkurs Mazowieckiego Centrum Kultury i Sztuki) – II miejsce w kategorii Najciekawsza inicjatywa promująca czytelnictwo
- Z kartek szelestem 2006 – I miejsce w kategorii Najpracowitsza biblioteka Mazowsza oraz specjalne wyróżnienie za propagowanie czytelnictwa[27]
- Ranking Bibliotek 2020 – I miejsce wśród bibliotek województwa mazowieckiego
- Ranking Bibliotek 2021 – I miejsce wśród bibliotek województwa mazowieckiego[28]

## Działalność wydawnicza
Biblioteka na przestrzeni kilkudziesięciu lat swojego działania wydała wiele publikacji. Dosyć duży wzrost wydawanych tytułów nastąpił w ostatnim dziesięcioleciu. Biblioteka sama i we współpracy z innymi podmiotami wydała m.in.
Do roku 2010
- Anna Mokrzycka, 60 lat Biblioteki Publicznej miasta i gminy Piaseczno, [Piaseczno] 2007

Lata 2010-2020
- Antologia Klubu Poszukiwaczy Słowa - Piaseczno 2011, Jastrzębie-Zdrój 2011, ISBN 978-83-7732-128-7
- Piaseczyńskie opowieści [II Antologia Klubu Poszukiwaczy Słowa], Jastrzębie-Zdrój 2013, ISBN 978-83-7732-305-2
- Biblioteka Publiczna miasta i gminy Piaseczno - informator, Piaseczno 2014, ISBN 978-83-941210-0-6
- Słowa odnalezione [III Antologia Klubu Poszukiwaczy Słowa], Jastrzębie Zdrój 2015, ISBN 978-83-7732-415-8
- Literacka Mapa Piaseczna, Piaseczno 2016, ISBN 978-83-946053-0-8
- Piaseczyńskie legendy, Piaseczno 2017, ISBN 978-83-929529-6-1
- Ze słów najprostszych - Klub Poszukiwaczy Słowa [IV Antologia Klubu Poszukiwaczy Słowa], Piaseczno 2018, ISBN 978-83-61634-23-2

Lata 2020-
- Oswajanie nieskończoności - 15 lat Klubu Poszukiwaczy Słowa - Antologia V, Złotokłos 2020, ISBN 978-83-61634-52-2
- Agata Wolszczak, Przemysław Kowalski, Pracownicy biblioteki 2020 - projekt FotoGraficzny, [Piaseczno 2020]
- Opowiadania (bibliotecznym) słowem pisane - piaseczyńskie wyzwanie na opowiadanie 2021, Piaseczno 2021, ISBN 978-83-941210-4-4
- Hanna Michalska, Polecanki Hanki, Piaseczno 2021, ISBN 978-83-941210-5-1
- Jesteśmy - VI Antologia Klubu Poszukiwaczy Słowa, Piaseczno 2022, ISBN 978-83-963840-1-0
- Małgorzata Kawka-Piotrowska, Mieszkańcy wspominają: część 4 - Opowieści z Zalesia Dolnego, Piaseczno 2022, ISBN 978-83-963840-2-7
- Adam Mickiewicz, Ballady i romanse (wybór utworów), Góra Kalwaria 2022, ISBN 978-83-963840-0-3 (we współpracy z Gminną Biblioteką Publiczną w Górze Kalwarii - ISBN 978-83-965260-0-7)
- Urszula Bąkowska, Historia piaseczyńskich bibliotek, Piaseczno 2022, ISBN 978-83-963840-3-4
- Stanisław Hofman, Dorota Zając, Spacerownik Piaseczyński, t. 1, Piaseczno 2023, ISBN 978-83-963840-5-8
- Irena Praczówka-Krowicka, Zabytkowy sztandar szkoły im. Emilii Plater - dziedzictwo narodowe, symbol ciągłości działań, Piaseczno 2023, ISBN 978-83-963840-4-1
- Małgorzata Szturomska, ...a potem wszystko rozwiał wiatr - Piaseczno nieznane: historia podmiejskiej dzielnicy letniskowej, Piaseczno 2024, ISBN 978-83-963840-6-5
- Urszula Bąkowska, Szlakiem piaseczyńskich plenerów filmowych i telewizyjnych - Piaseczno na wielkim i małym ekranie, Piaseczno 2024, ISBN 978-83-963840-7-2